# Buești
Buești község és falu Ialomița megyében, Munténiában, Romániában. 

## Fekvése
A megye déli részén található, a megyeszékhelytől, Sloboziatól, tizennyolc kilométerre nyugatra, a Ialomița folyó jobb partján.

## Története
Buești községet a kommunista éra elején alapították. 1968-ban elveszítette községi rangját és Albești község irányítása alá helyezték. 2004-ben ismét önálló községi rangot kapott.

## Lakossága
| Nemzetiségek        | 2011 | 2011   |
| ------------------- | ---- | ------ |
| Románok             | 1054 | 98,13% |
| Egyéb nemzetiségűek | 20   | 1,86%  |
| Összesen            | 1074 | 100,0% |